# Lac de Salda
Le Lac de Salda ou Lac Salda (turc : Salda Gölü) est un lac de soude se situant dans le district de Yeşilova dans la province de Burdur en Turquie. Il est situé dans la région des lacs. Avec une superficie de 44 km2 et une profondeur de 184 m, c'est le deuxième lac plus profond de Turquie.

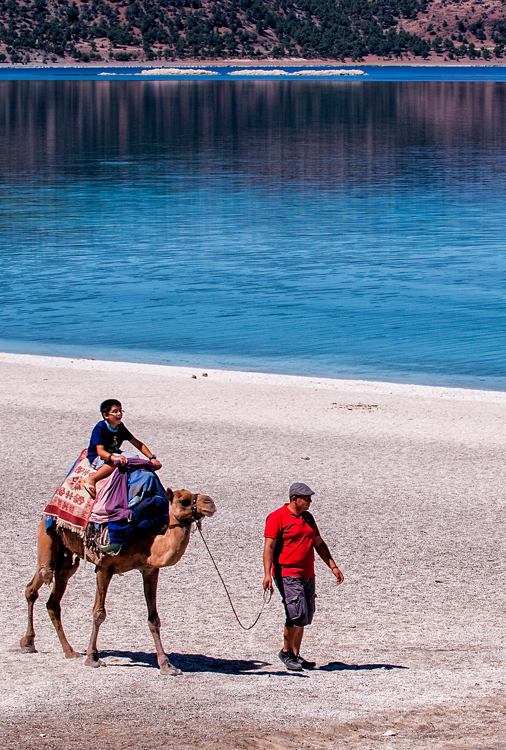
Touriste à dos de chameau au lac de Salda

C'est un lac tectonique à 4 km du district, dans une gorge profonde abrupte, formée au pied Nord des montagnes Eşeler. C'est le lieu de passage des touristes qui vont à Pamukkale. Tout autour une forêt de pins et sapins. Ce lac est connu être le lac le plus propre, profond et limpide de Turquie. Ses eaux riches en magnésium, soude et argile sont bénéfiques pour certaines maladies de peau comme les mycose et l'acné. La forêt abrite des perdrix, lièvres, sangliers et le lac des canards sauvages. Les baignades étant permises les plages du lac sont très appréciées en été par les touristes et les habitants des environs. Le lac et ses rives sont devenus sites protégés premier degré depuis 1989. Il n'y a pas de pensions mais des espaces pour camper.